# Across the Open Sea
Across the Open Sea treći je studijski album švedskog death metal-sastava Unleashed. Diskografska kuća Century Media Records objavila ga je 1. listopada 1993.

## Popis pjesama
| 1.    | »To Asgaard We Fly«                            | Johnny                                   | Johnny                   | 3:54 |
| 2.    | »Open Wide«                                    | Johnny                                   | Johnny                   | 3:12 |
| 3.    | »I Am God«                                     | Johnny                                   | Fredrik                  | 4:33 |
| 4.    | »The One Insane«                               | Johnny                                   | Johnny                   | 3:03 |
| 5.    | »Across the Open Sea« (instrumentalna skladba) |                                          | Johnny                   | 2:45 |
| 6.    | »In the Northern Lands«                        | Tomas                                    | Johnny                   | 3:53 |
| 7.    | »Forever Goodbye (2045)«                       | Johnny                                   | Johnny                   | 2:27 |
| 8.    | »Execute Them All«                             | Johnny                                   | Tomas                    | 3:20 |
| 9.    | »Captured«                                     | Johnny                                   | Johnny                   | 3:47 |
| 10.   | »Breaking the Law« (obrada Judas Priesta)      | Glenn Tipton, Rob Halford, K. K. Downing | Tipton, Halford, Downing | 2:13 |
| 11.   | »The General«                                  | George S. Patton, Johnny                 | Johnny                   | 4:22 |
| 37:29 |                                                |                                          |                          |      |

## Zasluge
Unleashed
- Johnny – bas-gitara, vokal
- Fredrik – ritam gitara, akustična gitara
- Tomas – ritam gitara, akustična gitara
- Anders – bubnjevi

Dodatni glazbenici
- Stefan Westberg – organ (na pjesmi "Across the Open Sea")

Ostalo osoblje
- Fredrik Andersson – inženjer zvuka
- Axel Hermann – naslovnica albuma
- Therese Hagman – fotografije
- Peter Dahl – mastering